# Boson W a Z
Bosony W a Z jsou elementární částice, které zprostředkovávají slabou (výměnnou) interakci v atomovém jádře a v reakcích elementárních částic. Byly objeveny v CERNu roku 1983 a jsou považovány za hlavní úspěch teorie Standardního modelu fyziky částic.
Jméno částice W vychází z anglického slova „weak“, což znamená „slabý“ a označuje slabou interakci. Název Z částice pochází z domněnky, že to bude poslední částice, kterou je nutné objevit. Alternativní vysvětlení říká, že název je odvozený z toho, že má nulový elektrický náboj (Z jako „zero“, česky „nula“).

## Slabá interakce

Feynmanův diagram rozpadu beta (neutron → proton + elektron + antineutrino), který lze nahlížet také jako interakci dvou slabých nabitých proudů: kvarkového d−u a leptonového ν_{e}−e^{−}

Bosony W se účastní slabých interakcí, při kterých se mění vůně a elektrický náboj interagujících elementárních částic. Takové interakce lze zobrazit a matematicky popsat jako interakci tzv. slabých nabitých proudů vázaných bosonem W. V nabitém proudu se přitom interakcí s bosonem W zachovává leptonové či hadronové číslo. Je tvořen leptonem a příslušným neutrinem, nebo horním a spodním kvarkem. Větve slabého proudu jdoucí proti časové ose se interpretují jako příslušné antičástice.
Nejznámějším příkladem je jaderný rozpad beta. Například při rozpadu kobaltu 60 (důležitém procesu v explozích supernov):
 60
27 Co →  60
28 Ni + e− + νe
dochází k rozpadu jednoho z 33 neutronů jeho jádra. Neutron je přeměněn na proton, elektron (v tomto kontextu tzv. částice beta) a elektronové antineutrino:
n0 → p+ + e− + νe
Ve skutečnosti je nutno neutron považovat za vázanou soustavu (udd) jednoho kvarku u a dvou kvarků d, beta rozpadu se účastní jeden z d kvarků, který se mění na kvark u a vytvoří proton (uud). Na nejzákladnější úrovni pak slabá síla změní vůni a náboj jednoho kvarku:
d → u + W−
bezprostředně poté následuje rozpad samotného W−:
W− → e− + νe
Zprvu se předpokládalo, že slabé nabité proudy spojují pouze částice stejné generace. To však platí pouze pro leptonové proudy. Naopak u podivných částic byla poprvé prokázána změna generace při slabé interakci (nezachování podivnosti). Bylo nutno také vysvětlit experimentálně prokázané mírné nezachování kombinované parity (tzv. CP parity) ve slabých interakcích s účastí kvarků.
Teoretickým vysvětlením je, že do kvarkových slabých nabitých proudů vstupují namísto vlnových funkcí dolních kvarků (d, s, b) lineární kombinace vlnových funkcí všech dolních kvarků (přičemž naprosto převažuje příspěvek kvarku stejné generace, jako je horní kvark ve druhé větvi slabého proudu). Směsné poměry udává tzv. Cabbibova-Kobajašiho-Masukawova matice. Za vysvětlení mechanismu nezachování podivnosti a narušení kombinované parity byla v r. 2008 udělena Nobelova cena za fyziku.
Boson W tedy slabou interakcí váže slabé nabité proudy z následujících 12 možných:
νe−e−, νμ−μ−, ντ−τ−, d−u, d−c, d−t, s−u, s−c, s−t, b−u, b−c, b−t.

Feynmanův diagram interakce dvou slabých neutrálních proudů: elektronového a neutrinového

Bosony Z se účastní slabých interakcí, které lze zobrazit a matematicky popsat jako interakci tzv. slabých neutrálních proudů (proudů tvořených neproměnnou částicí) vázaných bosonem Z. Při takových reakcích se (s ohledem na orientaci vstupujících a vystupujících větví proudů) buď nemění vůně ani elektrický náboj interagujících elementárních částic nebo interaguje (vzniká či anihiluje) částice se svou antičásticí.
Boson Z tedy slabou interakcí váže slabé neutrální proudy z následujících 12 možných:
νe−νe, νμ−νμ, ντ−ντ, e−−e−, μ−−μ−, τ−−τ−, d−d, u−u, s−s, c−c, b−b, t−t.
Na rozdíl od samovolně probíhajícího rozpadu beta vyžaduje pozorování slabých neutrálních proudů vysoké energie nutné k vytvoření předávaného bosonu Z. Proto k experimentálnímu průkazu teoreticky předpovězených slabých neutrálních proudů došlo až v roce 1973 v CERNu (experiment GARGAMEL).